# Betulodes antennatissima
Betulodes antennatissima är en fjärilsart som beskrevs av Dyar 1916. Betulodes antennatissima ingår i släktet Betulodes och familjen mätare. Inga underarter finns listade i Catalogue of Life.